# Шуйское княжество
Шуйское княжество (1387 — 1448) — древнерусское княжество, выделившееся из состава Нижегородско-Суздальского великого княжества в 1387 году, в период феодальной раздробленности на Руси. Его столицей был город Шуя.

## История
Шуйское княжество возникло в 1378 году и досталось Юрию Васильевичу, второму сыну князя нижегородско-суздальского Василия Кирдяпы.
Во время междоусобной войны между Василием II Тёмным и Дмитрием Шемякой, князья Василий и Фёдор Шуйские приняли сторону последнего. В результате они смогли на короткое время заполучить Суздаль и Нижний Новгород, но после победы Василия II признали его власть и лишились прав на княжение.
В 1448 году князь Иван Васильевич Горбатый Шуйский добровольно передал Василию II все ордынские ярлыки, тем самым положив конец существованию самостоятельного Шуйского княжества.
От князей этого удела происходит знатный род Шуйских, а также его ответвления: Горбатые-Шуйские, Глазатые-Шуйские и Скопины-Шуйские.

## Князья
| Имя                              | Годы правления  |
| -------------------------------- | --------------- |
| Юрий Васильевич                  | 1387 — ок. 1405 |
| Василий Юрьевич                  | ок. 1405 — 1447 |
| Федор Юрьевич                    | ок. 1405 — 1447 |
| Иван Васильевич Горбатый Шуйский | ? — 1448        |